# Generoso Camiña
Generoso C. Camiña PME (* 22. November 1931 in Leon in der Provinz Iloilo, Philippinen; † 1. April 2007) war Bischof des Bistums Digos in Digos, Philippinen.

## Leben
Generoso C. Camiña studierte Philosophie am San Jose Seminary in Quezon, ab 1951 Theologie in Kanada. Er trat der Ordensgemeinschaft der Pariser Mission (Société des Missions Etrangères (PME)) bei und empfing am 30. Juni 1959 die Priesterweihe in Davao und war von 1962 bis 1963 als Priester in Babak in der Region Davao tätig. Von 1967 bis 1970 war er Rektor der Hochschule Holy Cross College (HCDC) in Davao. 1970 machte er selbst noch einen Master of Arts-Abschluss an der Ateneo de Manila University sowie 1972 einen M.A. in Katechismus an der Saint Paul University in Ottawa. Von 1972 bis 1976 war er Regens des St. Francis Xavier Priesterseminars in Davao und von 1977 bis 1978 Rektor der San Pedro Cathedral. 
1980 wurde Generoso C. Camiña von Johannes Paul II. zum Weihbischof im Bistum Davao bestellt und zum Titularbischof von Pauzera ernannt. 1979 folgte die Ernennung zum ersten Bischof des neu gegründeten Bistums Digos. Wegen Gesundheitsproblemen wurde 2002 Guillermo Dela Vega Afable als Koadjutor eingesetzt. 2003 wurde sein Rücktrittsgesuch von Papst Johannes Paul II. stattgegeben.